# NRJ DJ Awards 2014
La 3e cérémonie des NRJ DJ Awards a eu lieu le 12 novembre 2014 en ouverture du Salon du MICS (Monaco International Clubbing Show), rassemblement international des professionnels de la nuit qui a lieu chaque année à Monaco.

## Palmarès

### Meilleur DJ masculin français de l'année
- David Guetta
  -  Antoine Clamaran
  -  Daft Punk
  -  DJ Assad
  -  DJ Snake

### Meilleur DJ masculin international de l'année
- Avicii
  -  Armin van Buuren
  -  Calvin Harris
  -  Hardwell
  -  Steve Aoki
  -  Tiësto

### Révélation internationale de l'année
- Deorro
  -  DJ Snake
  -  Faul & Wad Ad
  -  Klingande
  -  Major Lazer
  -  Rebel

### Meilleure DJ féminin de l'année
- DJ Oriska
  -  Krewella
  -  Naomie K
  -  Nervo
  -  Niki Belucci
  -  DJ Paulette

### Meilleur live performance de l'année
- Martin Garrix
  -  Afrojack
  -  Avicii
  -  Calvin Harris
  -  Steve Aoki
  -  Tiësto

### Meilleur hits des clubs de l'année
- Martin Garrix - Animals
  -  Ahzee - Born Again
  -  David Guetta &  Showtek feat.  Vassy - Bad
  -  DVBBS &  Borgeous- Tsunami
  -  New World Sound & Thomas Newson - Flute
  -  Rebel - Black Pearl (He's a Pirate)

### Meilleur album dance/électro de l'année
- Avicii - True
  -  Afrojack - Forget the Worldt
  -  Clean Bandit - New Eyes
  -  Disclosure - Settle
  -  Skrillex - Recess
  -  Tiësto - A Town Called Paradise

### Meilleur club français de l'année
- Paris - Le Showcase
  -  Bordeaux - La Plage
  -  Montpellier - Le Heat
  -  Nice - Le High Club
  -  Lille - Le Network
  -  Lyon - Le Titan

### Meilleur événement électro de l'année
- Tomorrowland
  -  Inox Park
  -  Sónar
  -  Summer Festival
  -  Summerburst
  -  Techno Parade

### Prix d'honneur
- Paris Hilton : Révélation féminine de l'année
- Bob Sinclar : Pour l'ensemble de sa carrière
- Steve Aoki - Meilleur DJ-Producteur de l'année